# Virtual Global University
Die Virtual Global University (VGU) ist eine virtuelle Universität, die E-Learning über das Internet anbietet. Sie wurde 2001 von 17 Professoren für Wirtschaftsinformatik bzw. Business Informatics bzw. von 14 Universitäten in Deutschland, Österreich und der Schweiz nach dem deutschen Recht unter dem Namen "VGU Private Virtual Global University GmbH" in Berlin gegründet.

## Organisation
Innerhalb der Virtual Global University ist die School of Business Informatics (SBI) die Organisationseinheit, die Online-Kurse und einen Online-Studiengang anbietet.

## Studium
Entsprechend den akademischen Forschungsbereichen der Gründer liegt der Schwerpunkt der Studienangebote der VGU in den Bereichen Information Technology (IT) und Management – oder zusammengefasst Wirtschaftsinformatik bzw. Business Informatics. Business Informatics Studenten lernen, Informationstechnologie effektiv zur Entwicklung von wirtschaftlichen Lösungen für globale Herausforderungen zu nutzen.
Alle von der VGU angebotenen Kurse basieren auf dem Internet sowie allgemein verfügbarer Informations- und Kommunikationstechnologie und werden vollständig mit Hilfe von elektronischen Medien gehalten oder zumindest maßgeblich von ihnen unterstützt.

### MBI-Programm
Die VGU bietet einen Masterstudiengang an, der zum Abschluss des "International Master of Business Informatics (MBI)" führt. Dieses Programm wurde vom ACQUIN akkreditiert. Der Masterabschluss wird von der Europa-Universität Viadrina (EUV) in Frankfurt (Oder) in Zusammenarbeit mit der VGU verliehen. Während letztere das Expertenwissen und die Lehre für das Programm liefert, ist die EUV dafür verantwortlich, das Niveau der akademischen Bildungsstandards einzuhalten. Das MBI-Programm wird in englischer und in deutscher Sprache angeboten.
Zusätzlich zum Masterprogramm MBI werden unabhängige Kurse zu einer Vielzahl von IT- und Managementthemen angeboten. Die Virtual Global University stellt nach erfolgreicher Teilnahme Zertifikate für diese Kurse aus.

## Fakultät und Management
Karl Kurbel ist Leiter der Virtual Global University und Dekan der School of Business Informatics. Er ist außerdem Geschäftsführer der VGU GmbH und Inhaber des Lehrstuhls für Wirtschaftsinformatik an der Europa-Universität Viadrina in Frankfurt (Oder).